# 野望
| ウィキペディアには「野望」という見出しの百科事典記事はありません（タイトルに「野望」を含むページの一覧/「野望」で始まるページの一覧）。 代わりにウィクショナリーのページ「野望」が役に立つかもしれません。 |